# Amund Svensson
Amund „Blackheart” Svensson (ur. 21 kwietnia 1978), znany również jako Psy Coma – norweski muzyk, kompozytor i multiinstrumentalista, występujący głównie jako gitarzysta i keyboardzista. Amund Svensson znany jest przede wszystkim z występów w zespole Covenant w latach późniejszych przekształconym w The Kovenant. Wraz z grupą dwukrotnie otrzymał nagrodę norweskiego przemysłu fonograficznego Spellemannprisen. W latach 1998–2003 był także członkiem zespołu Troll.